# Rémi Blanchard
Pour les articles homonymes, voir Blanchard.
Rémi Blanchard, né le 27 septembre 1958 à Nantes et mort à Paris 16e le 11 mai 1993, est un peintre français appartenant au mouvement de la figuration libre.

## Biographie
Rémi Blanchard naît en 1958 dans une famille composée de dix frères et sœurs. Sa peinture s'inspire notamment de ses souvenirs d’enfance, de famille nombreuse, de vacances : camping, caravane, vie de bohème.
Il fait des études de mécanique puis, à la fin des années 1970, s’inscrit à l’école des beaux-arts de Quimper où il rencontre Bernard Lamarche-Vadel (professeur de culture générale), et où ses condisciples sont Catherine Viollet, Hervé Perdriolle, Yann Kersalé ou encore Bruno Carbonnet.
Blanchard s’installe, au début des années 1980, à Paris, d’abord dans l’appartement de Lamarche-Vadel (rue Charles-Divry), puis dans l’atelier de Bernard Frize et, enfin, emménage dans son propre atelier, situé dans les anciens entrepôts du quai de Seine, le long du bassin de la Villette.
Dès 1981, il expose à New York chez Holly Solomon. En 1983-1984, il vit avec Samantha McEwen à New York et, lauréat d'une bourse « Villa Médicis hors les murs » (atelier PS1), il y séjourne huit mois en 1985[réf. nécessaire].
De 1982 à 1993, il expose et séjourne régulièrement à San Francisco (où son art est influencé par Jack Kerouac et les Beatniks…) et au Japon. Deux de ses dernières compagnes sont japonaises.
Le 10 février 1990, son atelier de la Villette est totalement détruit lors d’un incendie,, au cours duquel son chat meurt, tandis que sa collection personnelle et toutes ses archives disparaissent.
De retour d’un séjour au Japon, en 1993, il meurt d’une overdose.

## Expositions
Rémi Blanchard est le premier artiste de la figuration libre à exposer à la galerie Yvon Lambert en 1982.
En 1982, le critique Otto Hahn organise l'exposition « Statements New York 82 - Leadinq contemporary artists from France » à New York, où apparaissent Blanchard, Robert Combas, François Boisrond, Hervé Di Rosa qui, pour l'occasion, rencontrent Keith Haring, Tseng Kwong Chi, Kenny Scharf, etc.
En 1984, il participe à deux expositions, quasi simultanées, qui regroupent des artistes français et américains de la même génération, organisées, d'une part, par Otto Hahn et Hervé Perdriolle au musée d'Art moderne de la Ville de Paris (« Figuration libre France-USA », ARC) et, d'autre part, par Tseng Kwong Chi au Centre d’art contemporain de Pittsburgh (« New Attitudes, Paris/New York », Center for the Arts).
Il expose en France entre 1982 et 1993 à la galerie Yvon Lambert, à la galerie Krief et à la galerie Claire Gastaud qui organisera une exposition hommage posthume en 1998.

## Œuvre
L’œuvre de Rémi Blanchard occupe une place à part. Si la « haute » et la « basse » culture se mélangent allègrement dans son œuvre comme dans celle de ses amis artistes de la même génération, c’est l’idée de « nomadisme » qui caractérise son éthique et son esthétique. Étrangement, la ville y est absente. Au mieux, elle offre ses fenêtres comme autant de regards ouverts sur l’ailleurs. Tout comme celle de Miró, l’œuvre de Rémi Blanchard est celle d’un peintre comme celle d’un poète.

### Citation
« Il y a beaucoup d’arbres dans mon atelier, on se croirait en forêt. Mes chats adoraient cet endroit mais en arrivant je les ai tués car ils voulaient me prendre l’oiseau. Je pris l’oiseau sur mes genoux pour lui raconter une histoire, mais je crois qu’il ne comprenait pas très bien, je ne devrais jamais parler de peinture, lui se débattait comme un beau diable. Je voulais le retenir, lui raconter une autre histoire, mon histoire, je le serrais très fort. Il devenait très lourd, il était mort. Je desserrais mes mains mais aussitôt il prenait son envol et le bruit de ses ailes raisonnait dans ma tête comme un rire intolérable. J’enterrais les chats dans le jardin et me remis au travail. Je devais finir ces peintures ce soir. »

## Collections publiques
- Ramage, acrylique sur toile, 181,8 × 153,8 cm, 1982, musée d'art de Toulon